# فوروم لیبرال (اتریش)
فوروم لیبرال (Liberales Forum) حزبی سیاسی لیبرال دراتریش است.
حزب در سال ۱۹۹۳ توسط هایده اشمیت (Heide Schmidt) ایجاد شد.
رهبر حزب الکساندر زاخ (Alexander Zach) است.
در انتخابات مجلس ۲۰۰۲ حزب ۴۸۰۸۳ رای (۹۸٪) دریافت کرد؛ ولی حزب موفق به کسب کرسی در مجلس نشد.
حزب ۱ کرسی در مجلس اروپا دارد.